# Aristides
Denna artikel handlar om den grekiske statsmannen Aristides. För andra personer med detta namn, se Aristides (olika betydelser).
Aristides eller Aristeides (grekiska Ἀριστείδης, 530–468 f.Kr.) var en atensk soldat och statsman. Han var en av de tio befälhavare, som under Miltiades befäl ledde grekerna mot perserna under slaget vid Marathon.
Aristides fick tillnamnet "den rättvise" eftersom han fick rykte om sig att aldrig söka personliga ära eller rikedom, när han tjänade befolkningen i Aten. Tack vare detta blev han, under sitt vuxna liv, tillfrågad att medla och lösa svåra privata och offentliga tvister. Herodotos, som författade sina verk endast omkring 40 år efter Aristides död, sade att "det fanns inte i hela Aten en så värdig eller rättvis man som han".
Aristides försvarade den aristokratiska saken i Aten och var motståndare till Themistokles sjömilitära politik tills han blev landsförvisad av sina politiska fiender, ledda av Themistokles. Aristides förvisning fick dock ett plötsligt slut när Persien under Xerxes I skulle invadera Attika och han tilläts återvända till Aten från exilen i Aigina.
Aristides var en av tio grekiska strategoierna under de persiska krigen. Han deltog i ett antal stora fältslag mot perserna, inklusive den berömda segern vid Marathon (490 f.Kr.), Salamis (480 f.Kr.) och Plataiai (479 f.Kr.), men det var endast vid Plataiai som Aristides var den atenska styrkans högste befälhavare. Efter dessa slag gjorde perserna inga fler allvarliga försök att invadera det grekiska fastlandet.
487 f.Kr. introducerade han diverse omtumlande förändringar i den atenska författningen, vilket tillät alla medborgare, utan hänsyn till deras rang, att bli arkonter.
Han var också en nyckelfigur i att göra Aten, istället för Sparta, till ledare för det attiska sjöförbundet.

## De tidigaste åren
Aristides var son till Lysimachos och kom från en medelrik familj, som tillhörde stammen Antiochis. Från hans tidigare liv får vi endast veta, att han blev anhängare till statsmannen Kleisthenes. Hans stora beundran för den spartanske ledaren Lykurgos medförde att han föredrog och sedermera ledde och offentligt försvarade det aristokratiska partiet i Aten.
Utifrån det material, som nu finns tillgängligt om livet i Aten under Aristides ungdomsår, kan man se, att skillnaderna mellan rika och fattiga i Aten inte var så stora. Så trots Aristides ganska enkla ursprung lyckades han få inträde i Atens aristokratiska parti.

## Strategos vid Marathon

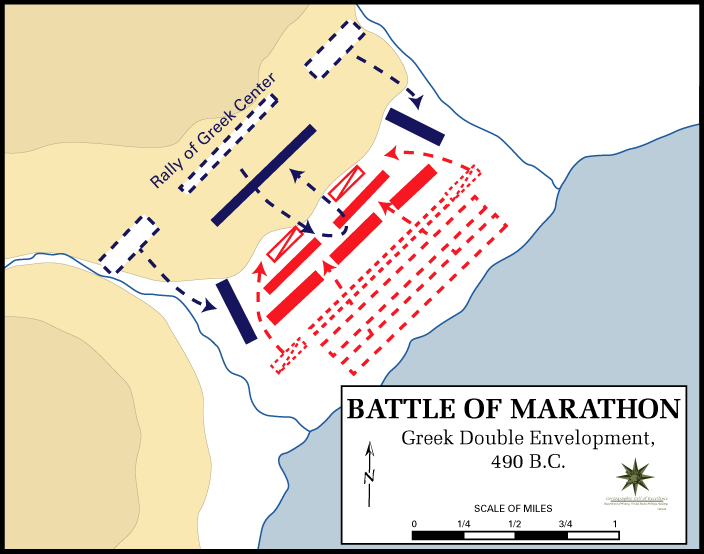
De grekiska flankerna (blåa) omsluter de persiska (röda) medan deras strategiskt uttunnade center fyller glipan mellan dem.

490 f.Kr. försökte perserna under Dareios I invadera Attika. Aristides utsågs till strategos för sin egen Antiochis-stam, medan Miltiades valdes framför Aristides att leda atenarna. Aristides stödde Militiades planer i den atenska församlingen och fick atenarnas stöd i att angripa perserna vid Marathon.
I fältlägret överlämnade Aristides befälet till Miltiades ett exempel som följdes av alla andra atenska strategoier. Denna handling gjorde ledarskapet och befälet för den atenska armén helt enigt.
Under slaget vid Marathon kämpade Aristides bredvid Themistokles, som, likt Aristides, var strategos för sin stam. Deras stammar placerades i mitten av frontlinjen, där perserna hade koncentrerat flest styrkor och där de hårdaste striderna utkämpades.
Efter den atenska segern lämnades Aristides att skydda det byte, som hade tagits under slaget, då han ansågs okorrumperad. Dessutom såg han efter krigsfångarna.
Tack vare hans utmärkelser under slaget valdes han till krigsarkont av Aten för det kommande året (489–488 f.Kr.).

## Politisk karriär
Trots att de hade varit vapenbröder vid Marathon var Aristides och Themistokles ständiga motståndare i den atenska församlingen. Då Aristides fullföljde den aristokratiska politiken, som fokuserade på att behålla Atens ställning som en landbaserad militärmakt, var han en av huvudmotståndarna till Themistokles sjömilitära politik.
Aristides var mycket kritisk mot Themistokles och noterade att han var "en klok man, men en irriterande handlingskraft".
Kampen mellan dem tvingade Aristides att motsätta sig varje politiskt initiativ, som var till Themistokles fördel, även om det skulle ha varit till fördel för Atens befolkning. I den atenska församlingen lär Aristides ha sagt att om inte både han och Themistokles skickades till barathron (en djup håla där brottslingar slängdes ner), skulle Aten inte vara säkert.

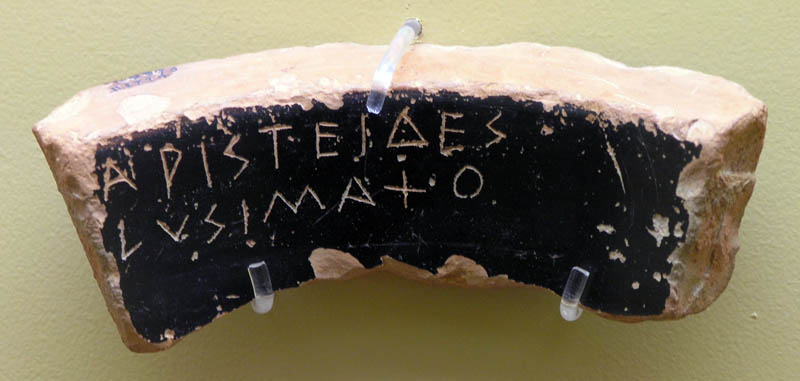
Ostrakon med Aristides inskription

484 f.Kr. stod Themistokles öga mot öga med Aristides, det konservativa aristokratiska partiets sista hopp. Båda sökte popularitet, genom att göra sig nyttiga i folkets tjänst, genom att erbjuda sig att slita tvister. De kritiserade därför varandra för att ha gjort sig själva till domare och strunta i domstolarna. Themistokles föredrog att utveckla en atensk flotta, en politik, som var mer populär bland de fattiga än bland de rika, som skulle ha fått betala för den. Han tvivlade inte på, att perserna skulle försöka invadera Grekland igen och att de denna gång skulle komma sjövägen. Aristides argumenterade för att behålla landstyrkorna, då trupperna kom ur de rikare gruppernas led och inte fick betalt (vilket medförde ytterst liten kostnad för atenarna).
Konflikten mellan de båda ledarna ledde till att Aristides landsförvisades omkring 483 f.Kr.. Themistokles hävdade att Aristides hade försvagat de atenska domstolarna genom att kräva att alla atenare skulle göra lagsökning via Aristides. Därför hävdade Themistokles att Aristides snart skulle bli "kung av Aten" fastän "han inte hade någon livvakt, än".
Det sägs att en icke läskunnig medborgare, som inte kände Aristides, vid detta tillfälle kom fram till honom och, då han ämnade rösta för hans förvisning, bad honom skriva namnet Aristides på hans röstsedel. Aristides frågade honom då, om han hade behandlat honom illa. "Nej," blev svaret, "och jag känner honom inte ens, men jag är trött på att överallt höra honom kallas 'Den rättvise'." Efter att ha hört detta skrev Aristides sitt eget namn på röstsedeln. Han skickades sedan i exil i fem år.
Då han lämnade Aten lyfte Aristides sina händer och bad att "ingen kris skall tvinga atenarna att komma ihåg mig".

## Försvaret av Aten i slaget vid Salamis
Tidigt under 480 f.Kr. utnyttjade Aristides det atenska påbud, som återkallade exilatenare. Det är troligt att Themistokles tillät Aristides att återvända till Aten, för att han inte skulle ställa sig på persernas sida vid deras nya invasion av Attika. Det reflekterar också atenarnas önskan om att Aristides skulle återvända.
Efter att ha återvänt från exilen i Aigina utnämndes Aristides till strategos och gick omedelbart samman med Themistokles för att utveckla Atens försvar.

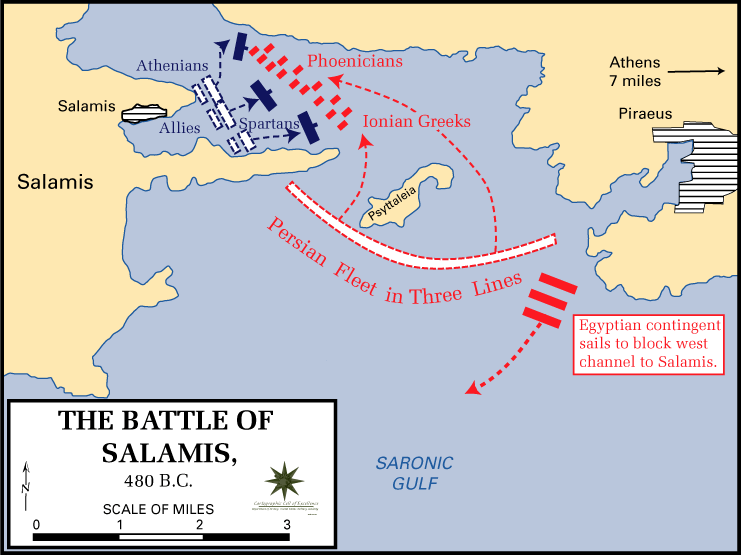
Aristides fångas vid nyckelön Psyttaleia

I slaget vid Salamis, var perserna den anfallande parten, genom att Themistokles hade lurat dit dem och Aristides var bland de första personer, som hade uppfattat de persiska manövrerna. Den natten skyndade Aristides från Aigina och genomförde en farlig segling genom fiendens blockad, mot Salamis, för att möta Themistokles i dennes tält.
Themistokles trodde då att Aristides, med sitt goda rykte, skulle kunna hjälpa att gjuta mod i den grekiska flottan, särskilt genom att tala med den krånglande spartanske amiralen Eurybiades. Därefter erkände Themistokles för Aristides att han hade provocerat fienden. Aristides stödde då hans beslut och försvarade honom inför de andra generalerna.
Därefter förde Aristides befälet över det hårdaste atenska infanteriet vid Psyttaleia, där han förstörde den persiska garnisonen. Vid detta tillfälle tillfångatog han viktiga perser, bland vilka Xerxes I:s tre brorsöner befann sig. Före slaget offrades dessa till Dionysos ära. Genom detta infångande fick Aristides det strategiska övertaget, eftersom sjöstriden utkämpades där.
Salamis var en historiskt avgörande atensk seger. Efter detta var den persiska flottan helt krossad och kunde inte stödja de strandsatta persiska landtrupperna. Aristides utfrågades av Themistokles, som till en början ville riva de persiska broarna vid Dardanellerna. Aristides motsatte sig genast detta och övertygade Themistokles att inte göra det, så att perserna skulle kunna dra tillbaka sin strandsatta armé på 300.000 man, ut ur både Boeotien och Attika, på något vis. Themistokles avsände därför ett missiv till Xerxes I, där han sade, att han genast skulle förstöra broarna. Perserna trodde på lögnen och drog tillbaka trupperna

## Krigföringen vid Plataiai
Med obegränsad makt återvaldes Aristides till strategos för det kommande året. Därför förde han 479 f.Kr. befälet över den atenska armén i slaget vid Plataiai, vid Asoposfloden. Där leddes hela den grekiska armén av Pausanias medan perserna leddes av Mardonios.
På mystiska vägar lyckades Aristides få till stånd att Plataiai avträdde slagfältet till Attika, så att atenarna kunde kämpa på sitt eget territorium - under de delfiska gudarnas beskydd.
Senare blev Aristides mycket upprörd över att många atenska soldater - som var före detta aristokrater, vars land hade förstörts under den persiska ockupationen - började konspirera å persernas vägnar.
Strax före slaget smög den makedoniske kungen Alexander ut ur det persiska lägret och berättade för Aristides att Mardonios, vars trupper svälte, ämnade anfalla. Under slaget uppstod en kris och Aristides atenska trupper ägnade hela slaget åt att bekämpa upproriska atenska trupper, som gick över på persernas sida helt plötsligt, bland vilka thebarna var de starkaste och mest bestämda. Med sina atenska trupper anföll Aristides det persiska lägret - vars murar var av trä - istället för spartanerna - som inte hade tillräckligt med belägringsteknisk erfarenhet.
Efter den grekiska segern ledde Aristides Grekland politiskt i många beslut, som påverkade hela landet. Dessa handlade om delningen av bytet efter den persiska armén, om religiösa festligheter och om en skatt, som skulle finansiera en ny grekisk armé.
Aristides respekterade att alla atenare hade kämpat som hjältar mot perserna, så när han var tillbaka i Aten stödde han beslutet att Eponymousarkonten från och med nu skulle väljas demokratiskt, bland vanliga atenare.

## Vid Egeiska havet
478 f.Kr. skickades Aristides till Jonien och där fick han de grekiska städernas förtroende eftersom han motsatte sig spartanen Pausanias tyranniska politik. Det joniska upproret skakade om Sparta, som dock behöll makten i området. Dessa grekiska kolonier gav dock fullständig makt åt Aristides att driva in avgifterna till det nygrundade attiska sjöförbundet. Aristides uppskattning av 460 talenter årligen accepterades som rimlig och fortgick som grund för beskattningen under större delen av förbundets existens.
Aristides organiserade också ceremonier, som firade förbundets sammanslutning. Dessutom beordrade han, att alla greker skulle svära att kämpa mot Persien. Därefter slängde han rödglödgade järnkilar i Egeiska havet, så att gudarna "må behandla varje förrädare på samma vis".
I Aten intog dock Aristides en ytterst nationalistisk hållning. Han försvarade beslutet att Aten skulle ta över förbundets skattkammare från Delos, varvid man bröt de skriftliga avtalen. Han förklarade, att "detta är inte enbart idealt, utan det underlättar också".

## De sista åren
Efter detta fortfor han att ha en dominerande ställning i Aten. Till en början tycks han ha stått på fortsatt god fot med Themistokles, som han sägs ha hjälpt besegra spartanerna ordmässigt angående återuppbyggnaden av Atens murar. Aristides bevittnade visserligen hans förvisning, men dels avstod han från att rösta för denna förvisning, dels firade han inte domen.
Senare blev Aristides, på tvivelaktiga grunder, anklagad för brott och befanns skyldig. Dock rönte många andra statsmän samma öde vid denna tid.
Vissa källor säger att Aristides dog i Aten - hyllad av folket - medan andra källor anger, att han dog under en resa till Svarta havet, vid Pontos. Nepos anger hans dödsår till 468 f.Kr., vilket var innan Perikles kom till makten.
I alla fall fanns hans grav i Faleiron där den byggdes med hjälp av offentliga medel.
Aristides' hus tycks ha drabbats hårt av de persiska invasionerna, för uppenbarligen lämnade han inte tillräckligt med pengar för att betala sin begravning, och man vet att hans ättlingar ännu under 300-talet f.Kr. fick statspension.

## Aristides ödmjukhet
När han lämnade det politiska livet och offentlighetens ljus var Aristides fattigare än när han började i det. Aristides skröt personligen över att han var mer stolt över sin fattigdom än han var över hela sin karriär. Ironiskt nog säger Plutarchos att Aristides kunde ha varit rik resten av livet, genom att ta byte från vilket slagfält som helst. Exempelvis hände det, vid en rättegång där Aristides ganska rike kusin Kallias hotades med dödsstraff, att myndigheterna beskrev Aristides och att han, offentligt, visade sig i samma gamla mantel, som redan var nött, att han, utomhus, skakade av undernäring och att hans grundläggande behov inte blev tillfredsställda.

## Citat
- "Så längde den [solen] går i samma bana skall Atens invånare föra krig mot perserna över det land, som har blivit ödelagt och de tempel som har vanhelgats och bränts av dem."[2]

## Kuriosa
- Plutarchos påpekar, att Aristides deltog i alla de berömda grekiska segrarna, vilka var Marathon, Salamis och Plataiai, men han blev aldrig ihågkommen för segrarna. Vid Marathon sågs Militiades som segerherren, vid Salamis fick Themistokles hela äran och vid Plataiai blev Pausanias den mest firade[2].

## Utmärkelser
Asteroiden 2319 Aristides är uppkallad efter honom.